# Чжен Хе
Чжен Хе (кит.: 鄭和/郑和, Дженг Хі, 1371—1433) — китайський мореплавець, дослідник, дипломат і адмірал XIV-XV століть.
Спочатку його звали Ма Санбао (кит.: 馬三保/马三保). Він походив з мусульманського знатного роду з провінції Юньнань. Його називають «китайським Колумбом». На своїх 146-метрових «кораблях скарбів» Чжен Хе дослідив і відкрив для Китаю країни Південно-Східної та Південної Азії, держави мусульманського Сходу та Східне узбережжя Африки.
Хоча приватні китайські купецькі судна курсували між південним Китаєм та Південно-східною Азією практично невпинно з часів династії Сун, а за монгольської династії Юань відбувалися і військово-дипломатичні експедиції до країн Південно-Східної Азії і навіть на Цейлон, як масштаби експедицій Чжен Хе, так і високе значення, що надавав їм імператор Чжу Ді, були безпрецедентними. Ці експедиції, хоча б формально і на короткий термін (кілька десятиліть), зробили численні царства Малайського півострова, Індонезії, Цейлону і Південної Індії васалами Мінської імперії і принесли в Китай нові відомості про народи, які населяють береги Індійського океану. Вважається, що на історичний розвиток Малайського півострова, Суматри і Яви вплив експедицій китайського флоту виявився тривалішим, тому що вони могли бути серед факторів, які дали новий поштовх до еміграції китайців у цей регіон і посилення там ролі китайської культури.
Навіть за часів головного покровителя Чжен Хе, імператора Чжу Ді, експедиції Чжен Хе витримали сувору критику з боку багатьох представників конфуціанської еліти Китаю, які вважали їх непотрібними і дорогими імператорськими витівками. Після смерті Чжен Хе та імператора Чжу Чжаньцзі (онука Чжу Ді), ці ізоляціоністські погляди взяли гору на всіх рівнях в уряді мінського Китаю. У результаті державні морські експедиції були припинені, й більшість технічної інформації про флот Чжен Хе було знищено або втрачено. Офіційна «Історія Мін», скомпільована в XVII—XVIII століттях, відгукувалася про його плавання критично, але для багатьох людей в Китаї, і особливо у сформованих у Південно-Східній Азії китайських громадах, євнух-флотоводець залишався народним героєм.
На початку XX століття, на хвилі руху за звільнення Китаю від іноземної залежності, принесеної за допомогою європейських флотів, образ Чжен Хе, що стоїть на чолі потужного китайського флоту, знайшов нову популярність. У сучасній КНР Чжен Хе розглядається як одна з видатних особистостей в історії країни, а його плавання (зазвичай вони вважаються зразком мирної політики Китаю щодо своїх сусідів) протиставляються загарбницьким експедиціям європейських колонізаторів XVI—XIX століть.

## Зовнішність
Євнухи, кастровані до початку періоду статевого дозрівання, вважалися «чистими» (童净, tong jing) і часто мали прихильність у придворних дам, яким серед іншого уподібнювалися поведінкою. У зрілому віці їхні голоси зазвичай ставали високими й пронизливими, настрій відрізнявся нестійкістю, а почуття — бурхливістю проявів, що часто виражалося у спалахах гніву і рясних сльозах.
Чжен Хе, хоча був євнухом, зовсім не відповідав цьому стереотипу. Прижиттєвих портретів Чжен Хе не збереглося, але за спогадами членів своєї сім'ї (у чиїй об'єктивності, втім, можна засумніватися), він був «семи чи росту, а в поясі близько п'яти чи» (зазвичай один чи мінської епохи дорівнював 31,1 см, але в деяких областях використовувалися чи меншої довжини, приблизно 27 см). «Його лоб був високим, щоки не здавалися обвислими, ніс був маленьким. Його зуби відрізнялися білизною і досконалістю форми, погляд був ясним, а голос — глибоким і сильним, немов звук дзвону. Він добре знав військову справу і був звичний до битви».
Ще одним джерелом інформації про зовнішність Чжен Хе був документ, в якому один із сановників імператорського двору рекомендував 35-річного Чжен Хе імператору Чжу Ді для його першого призначення на посаду командувача флотом. Згідно з цим документом, його шкіра була «жорсткою, немов шкірка апельсина». Відстань між бровами, за яким китайська традиція веліла визначати удачливість і щастя, була «широкою», що в свою чергу передбачало йому вдалу кар'єру. «Брови у нього були як мечі, а лоб широкий, ніби тигровий», що у свою чергу повинно було вказувати на твердість характеру і здатність до управління. Його рот був «як море», з якого виливалися красномовні слова. Його очі «блищали, як відбивається світло у швидкій річці», що було знаком енергійності і життєвої сили.

## Біографія

### Походження
При народженні майбутній мореплавець отримав ім'я Ма Хе (马和). Він народився в селі Хеда, повіту Кунья, що був розташований у центральному Юньнані, біля південного берега озера Дяньчі, поблизу північного кінця якого знаходиться провінційна столиця Куньмін.
Сім'я Ма походила з так званих сему — вихідців із Середньої Азії, які прибули в Китай за часів монгольського панування і займали різноманітні посади в державному апараті імперії Юань. Більшість сім'ї, включаючи предків Чжен Хе, були мусульманського віросповідання (часто вважається, що і саме прізвище «Ma» є не що інше як китайська вимова імені «Мухаммед»). Після падіння династії Юань і встановлення династії Мін їхні нащадки асимілювалися в китайське середовище, головним чином, долучившись до лав китайськомовних мусульман — хуейцзу.
Про батьків Ма Хе відомо небагато, майже всі відомості про них почерпнуто зі стели, встановленої на їхню честь на їхній батьківщині в 1405 році за вказівкою самого адмірала. Батько майбутнього мореплавця був відомий як Ма Хаджі (1345—1381 або 1382), на честь вчиненого ним паломництва в Мекку, його дружина носила прізвище Вень (温). У сім'ї було шестеро дітей: чотири дочки і два сини — старший, Ма Веньмін, і молодший, Ма Хе.
Достеменно невідомо, яким шляхом предки Чжен Хе прийшли до Китаю. За сімейними переказами батько Ма Хаджі (тобто дід майбутнього адмірала), теж відомий як Ма Хаджі, був онуком Саїда Аджай ал-Дін Омара, вихідця з Бухари, одного з воєначальників Хубілая — хана, який зумів підкорити провінцію Юньнань і стати її правителем. Повної впевненості в тому немає, але ймовірно, що предки Ма справді потрапили в Юньнань разом з монголами.
Чжен Хе, як і його предки, сповідував іслам і, за деякими припущеннями, заступався за своїх братів по вірі, при тому, що на початку правління династії Мін до мусульман ставилися з підозрою. Причиною тому було, що при династії Юань багато хто з сему займав пости збирачів податків. Однак, Чжен Хе, при всій своїй прихильності до ісламу, шанобливо ставився до інших релігій: до буддизму і даосизму (які в Китаї належать до основних), і при необхідності з готовністю брав участь у відповідних ритуалах. Припускають також, що його відданість ісламу зіграла не останню роль у рішенні призначити його адміралом Золотого Флоту, який серед іншого повинен був відвідати Аравію та Африку, місця, в яких іслам був однією з панівних релігій.

### Вступ на службу до Чжу Ді і військова кар'єра
Після повалення монгольського ярма в центральному і північному Китаї і встановлення там Чжу Юаньчжаном династії Мін (1368) гірська провінція Юньнань у південно-західній частині Китаю ще кілька років залишалася під контролем монголів. Невідомо, чи воював Ма Хаджі на стороні юаньських лоялістів під час завоювання Юньнаню військами Мін, але як би там не було, він загинув під час цієї кампанії (1382), а його молодший син Ма Хе опинився в полоні й потрапив у служіння до Чжу Ді, сина імператора Чжу Юаньчжана, який керував юньнанською кампанією.
Три роки потому, в 1385 році, хлопчика кастрували, і він став одним з численних євнухів при дворі Чжу Ді, який носив титул Великого Вана (Yan Wang) і базувався в Бейпіні (майбутньому Пекіні). Юний євнух отримав ім'я Ма Саньбао (马三保, від Саньбао三保= «три коштовності»), тобто три вигуки, які вимовляють при буддійському богослужінні. Вважають, що перебуваючи при дворі великого князя, Ма Саньбао зміг отримати кращу освіту, ніж він зміг би досягти, якщо б замість Бейпіна потрапив до Нанкіна, до двору самого імператора Чжу Юаньчжана, який мав сильну недовіру до євнухів і прагнув, якщо й не зовсім заборонити вчити їх грамоти, то хоча б обмежити число грамотних євнухів.
Як Великий Ван Чжу Ді мав у своєму розпорядженні значні військові сили і вів боротьбу з монголами на північному кордоні імперії. Ма Саньбао брав участь у його зимовій кампанії 1386/87 років проти одного з монгольських вождів, Нагачу (Naghachu).
Перший мінський імператор Чжу Юаньчжан планував передати престол своєму синові первістку Чжу Бяо, але той помер ще за життя Чжу Юаньчжана. У результаті перший імператор призначив своїм спадкоємцем сина Чжу Бяо, Чжу Юньвеня, хоча його дядько Чжу Ді (один з молодших синів Чжу Юаньчжана) напевно вважав себе гіднішим престолу. Зійшовши на престол у 1398 (девіз правління Цзяньвень), Чжу Юньвень, який побоювався захоплення влади одним зі своїх дядьків, почав знищувати їх одного за іншим. Незабаром між молодим імператором в Нанкіні та його пекінським дядьком Чжу Ді розгорілася громадянська війна. З огляду на те, що Чжу Юньвень забороняв євнухам брати участь в управлінні країною, чимало з них під час повстання підтримали Чжу Ді. У нагороду за службу Чжу Ді зі свого боку надав їм право брати участь у вирішенні політичних питань, причому дозволив підніматися до найвищих щаблів політичної кар'єри, що було дуже вигідно і для Ма Саньбао. Молодий євнух відзначився як при обороні Бейпіна в 1399, так і при взятті Нанкіна в 1402 році й був одним з командирів, яким було доручено захопити столицю імперії. Знищивши режим свого племінника, Чжу Ді 17 липня 1402 зійшов на трон під девізом правління Юнле.
На китайський новий рік 1404, новий імператор у нагороду за вірну службу подарував Ма Хе нове прізвище Чжен. Воно нагадувало про те, як у перші дні повстання в околицях Бейпіна кінь Ма Хе був вбитий в містечку, що називалося Чженлуньба.
За деякими джерелами[джерело?] 1404 року Чжен Хе керував будівництвом флоту для боротьби з так званими «японськими піратами», і, можливо, навіть відвідував Японію для переговорів з місцевою владою про спільну боротьбу проти морських розбійників.

## Експедиції

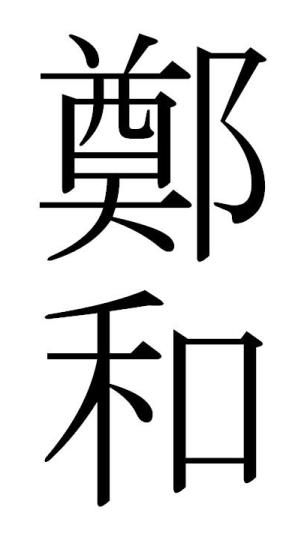
Ідеограма Чжен Хе

| Порядковий номер | Роки      | Регіони на шляху подорожі |
| ---------------- | --------- | --- |
| Перша подорож    | 1405—1407 | Чампа, Ява (острів), Палембанг, Малаккська протока, Суматра, Цейлон, Калікут |
| Друга подорож    | 1407—1409 | Чампа, Ява (острів), Цейлон, Малакка |
| Третя подорож    | 1409—1411 | Чампа, Ява (острів), Малакка, Суматра, Цейлон, Коллам, Кочин, Кожикоде, Сіам, Ламбрі, Кая, Коямпуттур, Путтанпур                                                                   |
| Четверта подорож | 1413—1415 | Чампа, Ява (острів), Палембанг, Малакка, Суматра, Цейлон, Кочин, Кожикоде, Каял, Паханг, Келантан, Ару, Ламбри, Хормозган, Мальдіви, Могадишо, Брава, Малінді, Аден, Маскат, Дофар |
| П'ята подорож    | 1416—1419 | Чампа, Паханг, Ява (острів), Малакка, Суматра, Ламбри, Цейлон, Шарван, Кочин, Кожикоде, Хормозган, Мальдіви, Могадишо, Брава, Малінді, Аден                                        |
| Шоста подорож    | 1421—1422 | Хормозган, Східна Африка, країни Аравійського півострова |
| Сьома подорож    | 1430—1433 | Чампа, Ява (острів), Палембанг, Малакка, Суматра, Цейлон, Кожикоде, Хормозган… (Всього 17 країн)                                                                                   |

### Сім морських подорожей Чжен Хе
Після того як Чжен Хе за заслуги перед імператором надали титул «головного євнуха», що відповідало четвертому рангу чиновника, імператор Чжу Ді вирішив, що той краще за інших підходить на роль адмірала флоту, і призначив євнуха керівником усіх, або більшості з семи плавань у Південно-Східну Азію та Індійський океан у 1405—1433 роках, принагідно підвищивши його статус до третього рангу. Флот складався, мабуть, з близько 250 суден із близько 27 тисячами членів екіпажу. Найбільші із суден цього флоту могли бути, якщо вірити офіційній «Історії Мін», найбільшими дерев'яними вітрильними суднами, які коли-небудь існували.
Флотилія під керівництвом Чжен Хе відвідала понад 56 країн і великих міст Південно-Східної Азії і басейну Індійського океану. Китайські кораблі доходили до берегів Аравії та Східної Африки. Перше плавання Чжен Хе відбулося в 1405—1407 за маршрутом Сучжоу — береги Тямпе — острів Ява — Північно-Західна Суматра — Малаккська протока — острів Цейлон. Потім, обігнувши південний край Індостану, флотилія рушила до торгових містах Малабарського узбережжя Індії, діставшись до найбільшого індійського порту — Каликута (Кожикоде). Приблизно такими ж були маршрути другої (1407—1409) і третьої (1409—1411) експедицій. Четверта (1413—1415), п'ята (1417—1419), шоста (1421—1422) і сьома (1431—1433) експедиції доходили до Ормуза, до африканського берега в районі сучасного Сомалі, заходили в Червоне море. Мореплавці вели докладні й точні записи побаченого, складали карти. У них реєструвалося час відплиття, місця стоянок, помічалися розташування рифів і мілин. Було складено описи заморських держав і міст, політичних порядків, клімату, місцевих звичаїв, легенд. Чжен Хе доставляв у зарубіжні країни послання імператора, заохочував прибуття до Китаю іноземних посольств, вів торгівлю.
Для досягнення своїх цілей він вдавався і до збройної сили. Так, наприклад, 1405 року, під час першої експедиції, Чжен Хе зажадав передачі китайському імператору священних буддійських реліквій Ланки — зуба, волосся й чаші для милостині Будди, які були найважливішими реліквіями й атрибутами влади сингальських царів. Отримавши відмову, Чжен Хе в 1411 році знову повернувся на острів у супроводі загону з 3000 воїнів, увірвався до столиці, захопив у полон царя Віра Алакешвару, членів його сім'ї та приближених, доставив їх на корабель і відвіз до Китаю. Під час четвертої подорожі при звичайному на цьому маршруті відвідування держави Семудера на півночі Суматри, мабуть на зворотному шляху з Ормуза до Китаю, екіпажу основного флоту Чжен Хе довелося взяти участь у боротьбі між визнаним Китаєм монархом (Зайн аль-Абідін) і претендентом на ім'я Секандер. Китайський флот привіз дари від імператора Юнле для Зайн аль-Абідіна, але не для Секандера, що викликало гнів останнього, і він напав на китайців. Чжен Хе зумів обернути те, що трапилося собі на користь, розбити його війська, захопити в полон самого Секандера і відправити його в Китай.
У період між 1424 і 1431 роками, після смерті імператора Чжу Ді, морські експедиції тимчасово були припинено, а сам Чжен Хе сім років служив начальником гарнізону в Нанкіні. Під час останньої сьомої подорожі Чжен Хе було за 60 років. Він уже особисто не відвідував багатьох країн, куди заходили китайські кораблі, і повернувся до Китаю ще в 1433 році, тоді як окремі підрозділи флоту під командуванням його помічників відвідали в 1434 році Мекку, а так само Суматру і Яву.
Експедиції Чжен Хе сприяли культурному обміну африканських і азійських країн з Китаєм і встановлення торговельних відносин між ними. Були складені докладні описи країн і міст, які відвідували китайські мореплавці. Їхніми авторами були учасники експедиції Чжен Хе — Ма Хуань, Фей Сінь і Гун Чжен. Також було складено докладні «Карти морських плавань Чжен Хе» («Чжен Хе хан хай ту»).

## Смерть адмірала

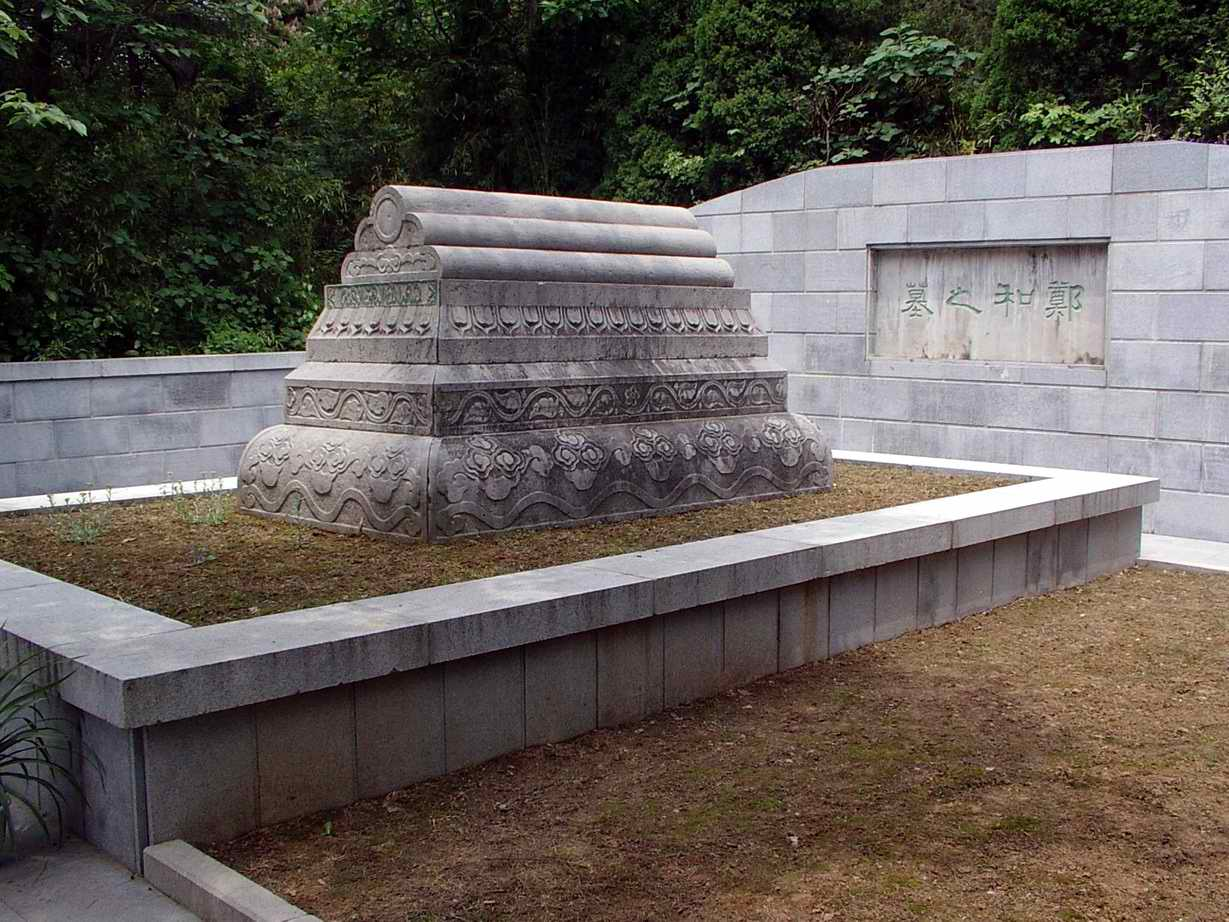
Гробниця (кенотаф) Чжен Хе на пагорбі Нюшоу під Нанкіном

Згідно з традицією, що передається спадкоємцями Чжен Хе, сам адмірал помер на зворотному шляху в Китай під час своєї сьомої подорожі (тобто в 1433 р.), і його тіло було поховано в морі. Незабаром після його смерті в Семарангу на Яві було проведено ритуал «заочних похоронів», що здійснюється при відсутності тіла померлого («Гаїб»; див. en: ghaib). Черевики і пасмо волосся адмірала (за іншою версією, одяг і шапка) були доставлені в Нанкін і були поховані там у печерному буддійському храмі.
Оскільки в історичних джерелах, що дійшли до нас, не передбачено будь-яких згадок про діяльність Чжен Хе після сьомого подорожі, більшість істориків схильні погоджуються з версією родичів адмірала. Однак китайський історик Сюй Юйху (徐玉虎) у своїй біографії Чжен Хе висловив припущення, зроблене на основі аналізу кадрових перестановок у державному апараті Мінської імперії, що насправді флотоводець благополучно повернувся в Нанкін, прослужив на посту військового коменданта Нанкіна і командувача свого флоту ще два роки і помер лише у 1435 р.
На південному схилі пагорба Нюшоу («Голова корови») під Нанкіном для Чжен Хе було поставлено мусульманський надгробок (кенотаф). Втім, за переказами місцевих жителів, коли в 1962 році шукачі скарбів розкопали могилу в пошуках цінностей, їм не вдалося виявити ні останків, ні чого-небудь іншого. У 1985 році, до 580-річного ювілею першого плавання Чжен Хе, кенотаф був відновлений. 18 червня 2010 р., під час будівельних робіт на сусідньому пагорбі Цзутан (祖堂山), була виявлена ще одна могила ранньо-мінського періоду, також оголошена могилою Чжен Хе. Проте кілька днів потому, після прочитання залишків епітафії, нанкінські археологи вирішили, що насправді ця могила належала іншому євнухові-адміралу, Хун Бао, який командував окремою ескадрою під час сьомого плавання Чжен Хе.

## Спадкоємці

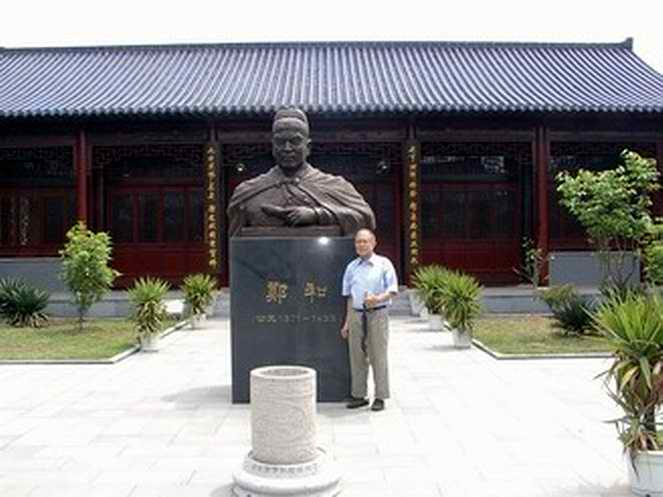
Пітер Пан, один з нащадків брата Чжен Хе, зі статуєю свого предка

Будучи євнухом з дитинства, Чжен Хе не мав власних дітей. Однак він усиновив одного зі своїх племінників, Чжен Хаочжао, який, не маючи можливості успадкувати титули свого прийомного батька, зміг, тим не менш, зберегти за собою майно. Тому до нинішнього часу існують люди, які вважають себе нащадками Чжен Хе.

## Пам'ять
Майже забуті в перші століття після їх завершення, плавання флоту Чжен Хе посідають зараз важливе місце в історичній пам'яті людства. Для китайців це один з епізодів героїчного минулого країни, що демонструє як колишню велич держави та її ранні технологічні досягнення, так і (порівняно) мирну зовнішню політику країни, у порівнянні з агресивною колонізаторської політикою європейців. Багато китайських громад Малайзії та Індонезії розглядають Чжен Хе і Ван Цзінхуна як фігур-засновників, практично як святих-покровителів. На їх честь споруджено храми й поставлено пам'ятники.
У силу свого масштабу, своєї відмінності від попередньої і наступної китайської історії, і своєю зовнішньою схожістю з плаваннями, які кілька десятиліть пізніше почали європейський період Великих географічних відкриттів, плавання Чжен Хе стали одним із найвідоміших епізодів китайської історії за межами самого Китаю. Наприклад, в 1997 році журнал Life в списку 100 чоловік, які мали найбільший вплив на історію в останньому тисячолітті, помістив Чжен Хе на 14-е місце (інші 3 китайці в цьому списку — Мао Цзедун, Чжу Сі і Цао Сюецінь).